# Etiqueta (metadados)

Uma nuvem de tags com termos relacionados à Web 2.0

Uma tag, ou em português etiqueta, é uma palavra-chave (relevante) ou termo associado com uma informação (ex: uma imagem, um artigo, um vídeo) que o descreve e permite uma classificação da informação baseada em palavras-chave.
Tags ou etiquetas são, usualmente, escolhidas informalmente e como escolha pessoal do autor ou criador do item de conteúdo - isto é, não é parte de um esquema formal de classificação. É um recurso encontrado em muitos sites de conteúdo colaborativo recentes e por essa razão, "tagging" associa-se com a onda Web 2.0.
Normalmente, um item tem uma ou mais tags ou etiquetas associadas a ele.